# الجمعية الوطنية لأنغولا
الجمعية الوطنية (بالبرتغالية: Assembleia Nacional‏) هو الهيئة التشريعية لحكومة أنغولا ذات مجلس واحد، مكون من 220 عضو: 130 عضوا ينتخبون على أساس التمثيل النسبي بينما ينتخب 90 عن طريق عن طريق الانتخاب والاقتراع العام في مقاطعات أنغولا والتقسيمات التابعة لها .
نظريا ؛ يتم انتخاب أعضاء الجمعية الوطنية لمدة أربع سنوات. جرت الانتخابات الأولى في عام 1992،وطرأ تأخير في الانتخابات التي كان من المقرر عقدها في عام 1997، وفي مناسبات عديدة إلى أن تم اجراؤها في نهاية المطاف في سبتمبر 2008.

## الانتخابات التشريعية 2008
نتائج انتخابات الجمعية الوطنية لأنغولا بتاريخ 5 سبتمبر و6 سبتمبر 2008 .
| الحزب                                           | عدد الأصوات | %     | مقاعد | +/-  |
| ----------------------------------------------- | ----------- | ----- | ----- | ---- |
| الحركة الشعبية لتحرير أنغولا                    | 4,414,738   | 81.64 | 191   | +62  |
| يونيتا                                          | 559,972     | 10.39 | 16    | –54  |
| حزب التجديد الاجتماعي                           | 172,298     | 3.17  | 8     | +2   |
| الاتحاد الديمقراطي الانتخابي الجديد             | 64,624      | 1.20  | 2     | جديد |
| الجبهة الوطنية لتحرير أنغولا                    | 60,335      | 1.11  | 3     | –2   |
| حزب التقدم الديمقراطي - التحالف الوطني الأنغولي | 27,552      | 0.51  | 0     | –1   |
| الحزب الديمقراطي الليبرالي                      | 17,880      | 0.33  | 0     | –3   |
| تحالف الديمقراطية أنغولا                        | 15,839      | 0.29  | 0     | –1   |
| حزب الدعم الديمقراطي وتقدم أنغولا               | 14115       | 0.27  | 0     | جديد |
| الجبهة الديمقراطية                              | 14037       | 0.27  | 0     | جديد |
| حزب تحالف العمال والشباب والمزارعين في أنغولا   | 12681       | 0.24  | 0     | -1   |
| حزب التجديد الديمقراطي                          | 11599       | 0.22  | 0     | -1   |
| البرنامج الانتخابي السياسي                      | 9840        | 0.19  | 0     | جديد |
| تحالف منتدى التآخي الأنغولي                     | 9468        | 0.17  | 0     | جديد |
| غير صحيحة / أصوات فارغة                         | 762,874     | –     | –     | –    |
| الإجمالي                                        | 7,213,281   | 100   | 220   | 0    |
| الناخبون المسجلون / نسبة المشاركة               | 8,256,584   | 87.36 | —     | —    |
| المصدر:                                         |             |       |       |      |

## الانتخابات التشريعية 1992
| الحزب                                                 | عدد الأصوات | %     | مقاعد |
| ----------------------------------------------------- | ----------- | ----- | ----- |
| الحركة الشعبية لتحرير أنغولا                          | 2,124,126   | 53.74 | 129   |
| يونيتا                                                | 1,347,636   | 34.10 | 70    |
| الجبهة الوطنية لتحرير أنغولا                          | 94,742      | 2.40  | 5     |
| حزب الليبرالي الديمقراطي                              | 94,269      | 2.39  | 3     |
| حزب التجديد الاجتماعي                                 | 89,875      | 2.27  | 6     |
| حزب التجديد الديمقراطي                                | 35,293      | 0.89  | 1     |
| التحالف الديمقراطي (أنغولا)                           | 34,166      | 0.86  | 1     |
| الحزب الديمقراطي الاجتماعي (أنغولا)                   | 33,088      | 0.84  | 1     |
| حزب تحالف العمال والشباب والمزارعين في أنغولا         | 13,924      | 0.35  | 1     |
| المنتدى الديمقراطي الأنغولي                           | 12,038      | 0.30  | 1     |
| حزب التقدم الديمقراطي / الحزب التحالف الوطني الأنغولي | 10,608      | 0.27  | 1     |
| الحزب الوطني الديمقراطي الأنغولي                      | 10,281      | 0.26  | 1     |
| الاتفاقية الوطنية الديمقراطية لأنغولا                 | 10,237      | 0.26  | 0     |
| الحزب الديمقراطي الاجتماعي لأنغولا                    | 10,217      | 0.26  | 0     |
| الحزب الأنغولي المستقل                                | 9,007       | 0.23  | 0     |
| الحزب الديمقراطي الليبرالي لأنغولا                    | 8,025       | 0.20  | 0     |
| الحزب الديمقراطي لأنغولا                              | 8,014       | 0.20  | 0     |
| حزب التجديد الأنغولي                                  | 6,719       | 0.17  | 0     |
| غير صحيحة / أصوات فارغة                               | 458,310     | –     | –     |
| الإجمالي                                              | 4,410,575   | 100   | 220   |
| الناخبون المسجلون / نسبة المشاركة                     | 4,828,468   | 91.3  | –     |
| المصدر: African Elections Database                    |             |       |       |

## وصلات خارجية
- اللجنة الدستورية (بالبرتغالية)
- الموقع الرسمي للجمعية الوطنية لأنغولا[وصلة مكسورة] (بالبرتغالية)
- Page under construction (بالبرتغالية)